# Erodium rupestre
Erodium rupestre là một loài thực vật có hoa trong họ Mỏ hạc. Loài này được (Cav.) Guitt. mô tả khoa học đầu tiên năm 1963.